# Денисівська сільська рада (Оржицький район)
Денисівська сільська рада — адміністративно-територіальна одиниця у Оржицькому районі Полтавської області з центром у c. Денисівка.
Населення — 1048 осіб.

## Населені пункти
Сільраді були підпорядковані населені пункти:
- c. Денисівка
- с. Теремецьке
- с. Чмихалове